# Gruvriset

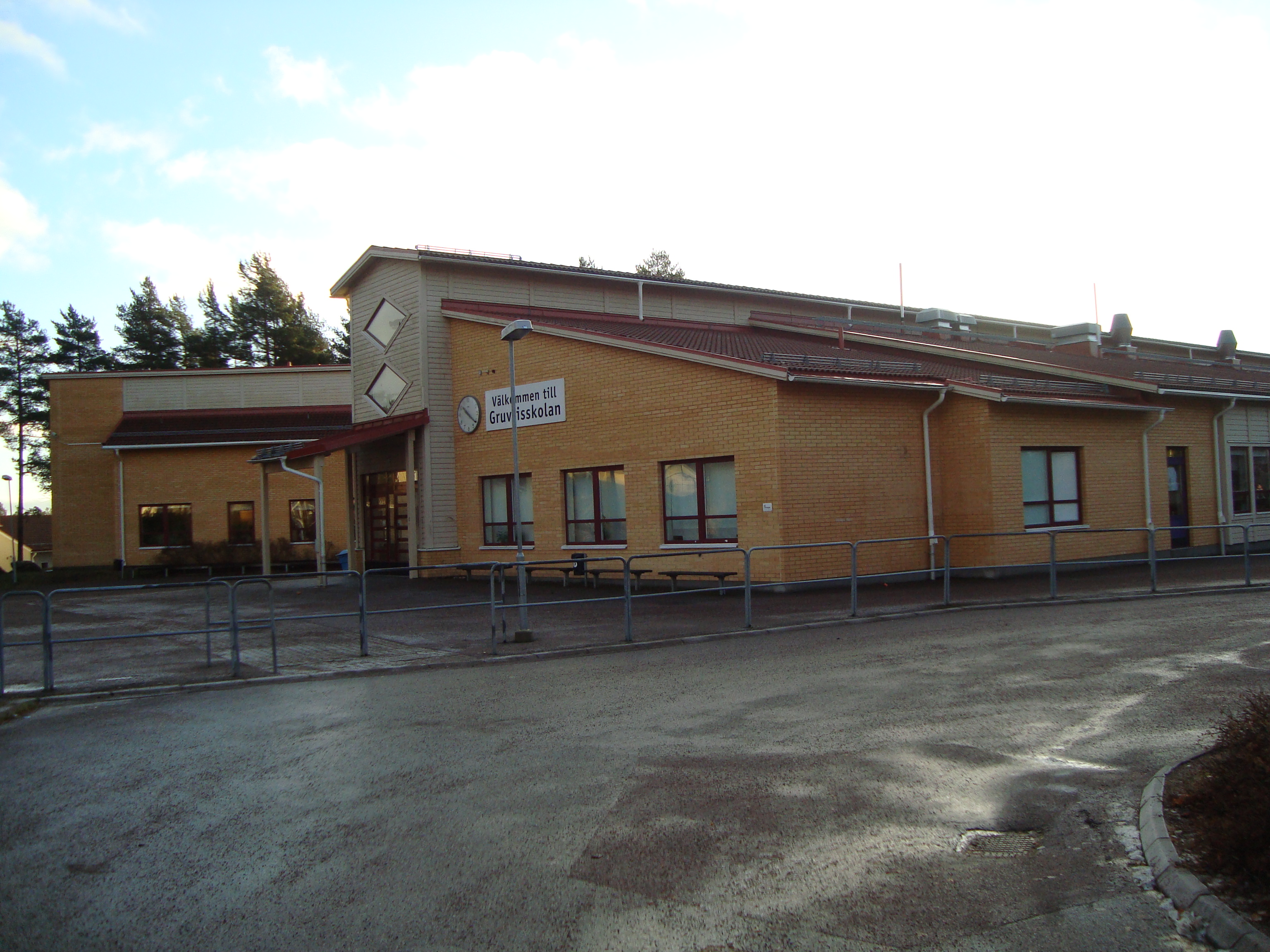
Gruvrisskolan

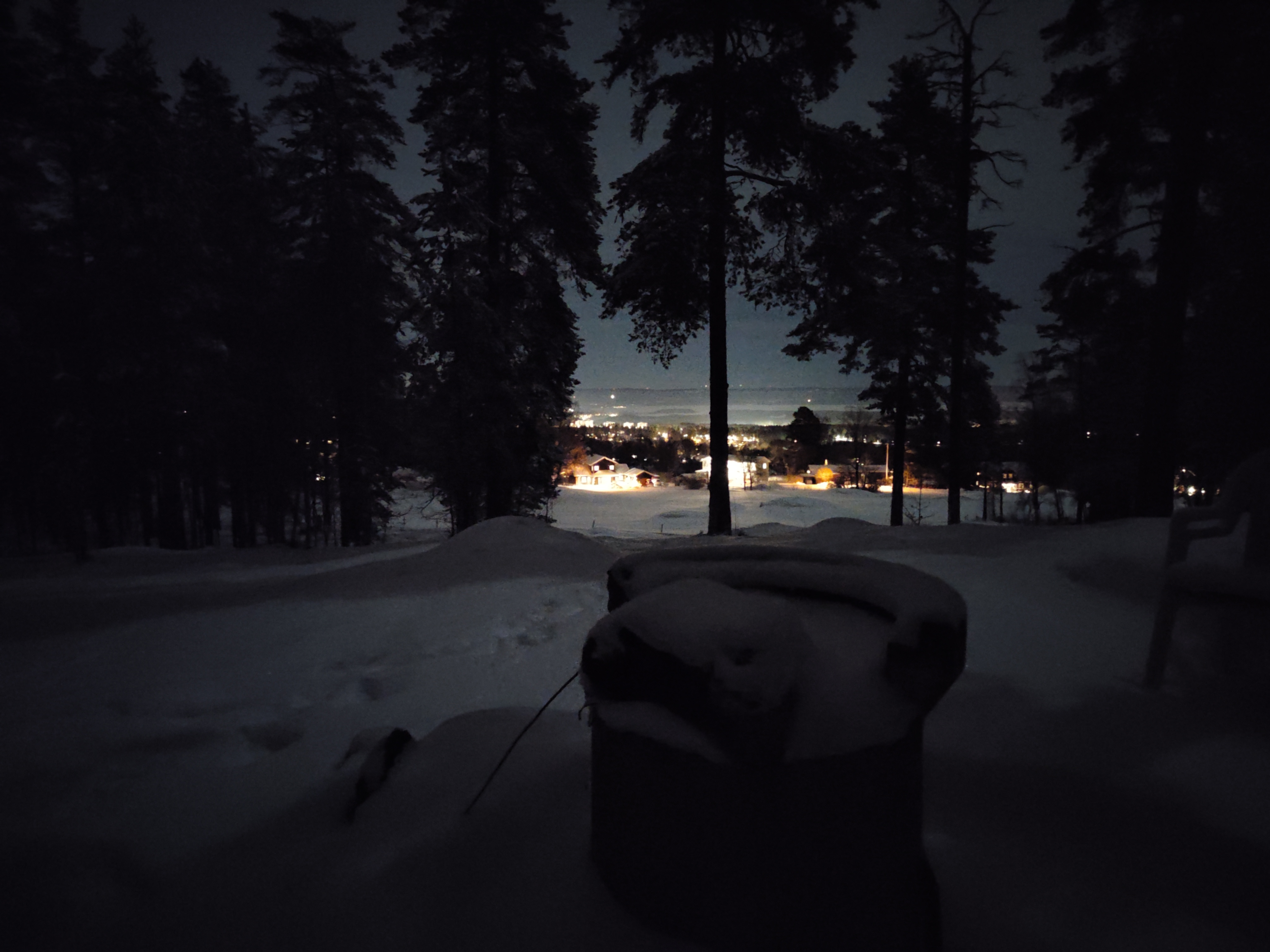
Utsikt från Övre Gruvriset.

Gruvriset är en stadsdel i södra Falun. Den delas in i Övre och Nedre Gruvriset. I Övre Gruvriset ingår även Pilbo och Krondiket. Gruvriset ligget på Galgberget och i anslutning till stadsdelen med samma namn. I Gruvriset ligger Gruvrisskolan, en av Faluns F-6 skolor.